# Erga omnes
Erga omnes (з лат. «щодо всіх») — зобов'язання перед міжнародним співтовариством у цілому, мають універсальний характер і в їх забезпеченні зацікавлена кожна держава.
Міжнародно-правова концепція зобов'язань erga omnes виникла у зв'язку з необхідністю забезпечення спільних інтересів людства, що становлять основу його існування, та з огляду на це потребують особливих механізмів захисту.
Вперше концепція зобов'язань erga omnes з'явилася в рішенні у справі Міжнародного Суду ООН про компанію «Барселона Трекшн» (Бельгія/Іспанія) у 1970 р., в якій, зокрема було зазначено: «Необхідно чітко розмежовувати зобов'язання держави перед усім міжнародним співтовариством у цілому та ті, що виникають щодо іншої держави. За своєю природою перші стосуються всіх держав. З огляду на важливість прав, які відносяться до цієї категорії, усі держави можуть розглядатися як такі, що мають юридичний інтерес в їх захисті; зобов'язання про які йдеться, є зобов'язаннями erga omnes.
У сучасному міжнародному праві ці зобов'язання випливають, наприклад, із заборони актів агресії та геноциду, а також принципів та норм, що стосуються основоположних прав людини, включно із захистом від рабства та расової дискримінації. Деякі з відповідних прав увійшли до загального міжнародного права, інші випливають з міжнародних договорів універсального або квазіуніверсального характеру».
Вичерпного переліку подібних зобов'язань не існує. Як приклади МС ООН називав: заборону актів агресії та геноциду, забезпечення принципів та норм, що стосуються основоположних прав
людини, зокрема, захист від рабства та расової дискримінації, заборону порушення принципу на самовизначення народів, зобов'язання, що виникають із норм гуманітарного права, й зобов'язання у сфері захисту навколишнього середовища.
Зобов'язання erga omnes у більшості випадків формуються як звичаєві норми, що стають частиною загального міжнародного права. Також можливе укладення міжнародного договору універсального характеру, положення якого визнаються як такі, що породжують зобов'язання між усіма (наприклад, Статут ООН забороняє будь-які прояви агресії). 
Відповідно до Проекту статей про відповідальність держав за порушення таких зобов'язань закликати до відповідальності може будь-яка держава, а не тільки держава, що постраждала. 